# Resolució 1829 del Consell de Seguretat de les Nacions Unides
La Resolució 1829 del Consell de Seguretat de les Nacions Unides fou adoptada per unanimitat el 4 d'agost de 2008. El Consell de Seguretat demana al Secretari General que establís una Oficina de les Nacions Unides per a la Consolidació de la Pau a Sierra Leone (UNIPSIL) per un període de dotze mesos a partir de l'1 d'octubre de 2008, després de complir el mandat de l'Oficina Integral de les Nacions Unides a Sierra Leone (UNIOSIL) el 30 de setembre.
El nou organisme se centrarà en el suport als esforços del govern en la identificació i resolució de tensions i amenaces de conflictes potencials; vigilar i promoure els drets humans, les institucions democràtiques i l'imperi de la llei; consolidar reformes de bon govern; i donar suport als esforços per a la descentralització, la revisió de la Constitució de 1991 i la promulgació de la legislació pertinent.
El Consell va actuar sobre les recomanacions contingudes en l'informe d'abril del Secretari General (document S/2008/281), que afirma que continuarà sent necessari el compromís sostingut de les Nacions Unides a Sierra Leone després de la retirada de la UNIOSIL al setembre. L'establiment d'una oficina de les Nacions Unides per a la consolidació de la pau per tractar de forma holística els reptes polítics, econòmics i de consolidació de la pau que afronta el país serà un canal significatiu de suport internacional continu per a la consolidació de la pau.
Segons els termes de la resolució aprovada avui, el Consell va encoratjar una estreta coordinació amb la Comissió de Consolidació de la Pau i va especificar la necessitat de donar suport a la implementació del Marc de Cooperació per a la Consolidació de la Pau i projectes recolzats a través del Fons per a la Consolidació de la Pau.